# Philogalleria sextuberculata
Philogalleria sextuberculata är en stekelart som beskrevs av Cameron 1912. Philogalleria sextuberculata ingår i släktet Philogalleria och familjen brokparasitsteklar. Inga underarter finns listade i Catalogue of Life.